# Пеле, Йоанн
Йоа́нн Пеле́ (фр. Yohann Pelé; род. 4 ноября 1982, Бру-сюр-Шантрен, Франция) — французский футболист, вратарь.

## Карьера
Почти всю карьеру Йоанн Пеле провёл в клубе «Ле Ман». Дебютировал во 2-й лиге в сентябре 2002 года. Регулярно играл в сезоне 2004/05, когда клуб завоевал путевку в Лигу 1. Пеле на протяжении шести лет был основным голкипером клуба и провел более 150 матчей в чемпионате Франции. Им интересовались английские клубы, такие как «Манчестер Юнайтед», «Арсенал» (который искал замену Леманну), «Тоттенхэм». 29 июня 2009 года Пеле подписал четырёхлетний контракт с французским клубом «Тулуза».
12 октября 2010 года «Тулуза» объявила, что Пеле страдает тромбоэмболией лёгочной артерии. В июле 2012 года он покинул клуб. В январе 2014 года Пеле подписал контракт с французской командой «Сошо» на 2,5 года.
1 июля 2015 года на правах свободного агента Йоанн Пеле перешёл из «Сошо» в «Олимпик Марсель».

## Карьера в сборной
Приглашался в сборную Франции на товарищеские матчи против Туниса и Уругвая, на поле не выходил.

## Личная жизнь
Брат Йоанна, Стивен Пеле, также футболист.